# Queen Latifah
Dana Elaine Owens (sinh ngày 18 tháng 3 năm 1970), nghệ danh: Queen Latifah, là một ca sĩ rap, nhạc sĩ, diễn viên, người mẫu, người dẫn chương trình, nhà sản xuất và thu âm người Mỹ. Cô sinh ra tại thành phố Newark, New Jersey. Năm 1989, cô kí hợp đồng với hãng đĩa Tommy Boy và phát hành album đầu tay All Hail the Queen cùng năm đó. Album bao gồm đĩa đơn nổi tiếng là "Ladies First". Nature of a Sista (1991) là album thứ hai và cuối cùng của cô với hãng đĩa này. Album phòng thu thứ ba Black Reign (1993) cho ra mắt đĩa đơn nổi bật là "U.N.I.T.Y.". Bài hát vươn lên hạng 23 trên bảng xếp hạng Billboard Hot 100 và mang về một giải Grammy cho nữ ca sĩ.

## Sự nghiệp âm nhạc

#### Album
- 1989: All Hail the Queen
- 1991: Nature of a Sista
- 1993: Black Reign
- 1998: Order in the Court
- 2004: The Dana Owens Album
- 2007: Trav'lin' Light
- 2009: Persona

## Sự nghiệp diễn xuất

### Điện ảnh
| Năm  | Tên phim             | Vai diễn | Ghi chú    |
| ---- | -------------------- | -------- | ---------- |
| 2016 | Kỷ băng hà: Trời sập | Ellie    | Lồng tiếng |

### Truyền hình
| Năm  | Tên phim                          | Vai diễn       | Ghi chú    |
| ---- | --------------------------------- | -------------- | ---------- |
| 2021 | Maya và ba chiến binh huyền thoại | Công chúa Maya | Lồng tiếng |